# Комната, где это произошло
«Комната, где это произошло» (англ. The Room Where It Happened) — мемуары Джона Болтона, занимавшего пост советника президента Дональда Трампа по национальной безопасности с апреля 2018 года по сентябрь 2019 года, опубликованные в 2020 году.

## Содержание
В своей книге Болтон утверждает:

### США
- Трамп имел привычку вмешиваться в деятельность правоохранительных органов, и что советник Белого дома Пэт Чиполлоне «был явно ошеломлен подходом Трампа к правоохранительным органам или отсутствием такового»[3].

### Китай
- Трамп попросил китайского лидера Си Цзиньпина помочь ему победить на перевыборах, предложив снизить тарифы США в обмен «на некоторое увеличение закупок китайской фермерской продукции, чтобы помочь в решающем голосовании в фермерских штатах»[4][5].
- Трамп одобрил строительство китайским правительством лагерей перевоспитания в Синьцзяне для уйгурского мусульманского населения[5].
- Трамп отказался публично критиковать нарушения прав человека в Китае и отказался выступить с заявлением по поводу бойни на площади Тяньаньмэнь в 1989 году, сказав, что «это было 15 лет назад»[6].
- Трамп не захотел вмешиваться в протесты в Гонконге, заявив, что «у нас тоже есть проблемы с правами человека»[6].

### Корея
- Идеи и позиции южнокорейского президента Мун Чжэ Ина в отношении Северной Кореи были «шизофреническими».
- Во время саммита Трампа с Ким Чен Ыном в Сингапуре в 2018 году госсекретарь Майк Помпео передал Болтону записку, в которой охарактеризовал Трампа как «полное дерьмо»[уточнить], а также назвал дипломатию Трампа с Северной Кореей имеющей «нулевую вероятность успеха». Не отрицая конкретных обвинений, Помпео позже назвал Болтона «предателем» и охарактеризовал книгу как содержащую «ряд лживых, полностью подтасованных полуправд и откровенной неправды»[7].
- Сингапурский саммит КНДР и США был «творением Южной Кореи, связанным скорее с её программой объединения, чем с серьёзной стратегией со стороны Кима или нас»[8].

### Европа
- Трамп не знал, является ли Финляндия частью России[3].
- Болтон подтвердил центральное обвинение первого импичмента Трампа о том, что он отказал в помощи Украине в попытке оказать давление на украинское правительство, чтобы оно объявило расследование в отношении демократов, Джо Байдена и его сына Хантера[9].
- Трамп не знал, что Великобритания является ядерной державой[3].

### Ближний Восток
- Трамп заявил президенту Турции Реджепу Тайипу Эрдогану, что он (Трамп) «позаботится» о расследовании Джеффри Бермана в отношении турецкого государственного банка Halkbank, обвиняемого в банковском мошенничестве и отмывании до $20 млрд от имени иранских компаний[10][11].
- Трамп защитил наследного принца Саудовской Аравии Мухаммеда бин Салмана после убийства Джамаля Хашогги, чтобы отвлечь внимание от скандала с электронной почтой Иванки Трамп[12].
- Трамп дал премьер-министру Израиля Биньямину Нетаньяху зелёный свет для нападения на Иран[13]. В 2019 году Нетаньяху, Болтон и госсекретарь Майк Помпео успешно саботировали попытки Трампа открыть дипломатические каналы с Ираном[14][15].

### Венесуэла
- Болтон наглядно демонстрирует запутанную и колеблющуюся политику Вашингтона в отношении правительства президента Венесуэлы Николаса Мадуро, критикуя Трампа за столь непоследовательные действия в политике по отношению к Венесуэле. В конечном итоге, считает Болтон, стратегия Трампа основывалась только на его личной повестке дня и переизбрании[16][17].
- Болтон пытался убедить Трампа поддержать Хуана Гуайдо, как только тот объявит себя президентом, но президент сомневался в Гуайдо, которого он считал «ребёнком» на фоне «грубияна» Николаса Мадуро. Точно так же Трамп сомневался в падении Мадуро, говоря, что он «слишком умен и слишком тверд»[10][16]. По словам Болтона, Трамп также высказывал мнение, что Венесуэла является частью США[17].
- Болтон утверждает в книге, что Трамп сказал, что было бы «законно» вторгнуться в Венесуэлу и что эта южноамериканская страна «действительно является частью США»[16]. Болтон утверждает, что Трамп сказал, что было бы «круто» вторгнуться в Венесуэлу[17].

## Реакция в Белом доме и на Капитолийском холме
Публикация мемуаров вызвала весьма жесткую реакцию со стороны президента Трампа. Ещё накануне выхода книги в свет он указал в Twitter, что на книгу поступают «ужасные рецензии» и она представляет собой «сборник лжи и выдуманных историй». Он назвал «нелепостью» и «чистым вымыслом» заявления, которые ему приписывал его бывший помощник по национальной безопасности и подчеркнул, что Болтон «просто пытается отомстить за свое увольнение».
Недовольство книгой Болтона выразила и спикер Палаты представителей Конгресса США Нэнси Пелоси, однако поводом для критики с её стороны были не сами разоблачения Болтона, а то, что он выступил с ними слишком поздно. «Он отдал предпочтение гонорару за книгу, а не патриотическим соображениям», — заявила она в беседе с группой журналистов.
Как отметил портал Slate.com, выражающий взгляды консервативных республиканцев, общий тон мемуаров Болтона свидетельствует о том, что он был глубоко уязвлен тем, что его «выдавили из внутреннего круга, где принимали политические решения». Со своей стороны телекомпания CNN, выражающая позицию демократов, отметила, что книга «просто пышет негодованием, направленным в адрес Дональда Трампа» и что «ранее просто не было случая, когда бывший сотрудник администрации публиковал бы книгу о действующем президенте, содержащую столь резкие суждения».

## Публикация и выпуск
3 марта 2020 года издательство Simon & Schuster перенесло дату выхода книги с 17 марта на 12 мая, заявив, что «новая дата отражает тот факт, что государственная (предпубликационная) проверка произведения продолжается».